# Бискупице (Мехувский повет)
Бискупи́це (пол. Biskupice) — село в Польше, в сельской гмине Мехув Мехувского повята Малопольского воеводства.
Село располагается в 4 км от административного центра повята города Мехув и в 33 км от административного центра воеводства города Краков. Расположено в долине реки Шренява.
Население около 400 человек.
В 1975—1998 годах село входило в состав Келецкого воеводства.